# 俄罗斯原子能出口公司
俄羅斯原子能出口公司（俄语：Атомстройэкспорт）是俄羅斯聯邦的核電設備和服務出口商。它是俄羅斯國家原子能公司的全資子公司。俄羅斯政府在經濟上支持此企業活動。